# 912

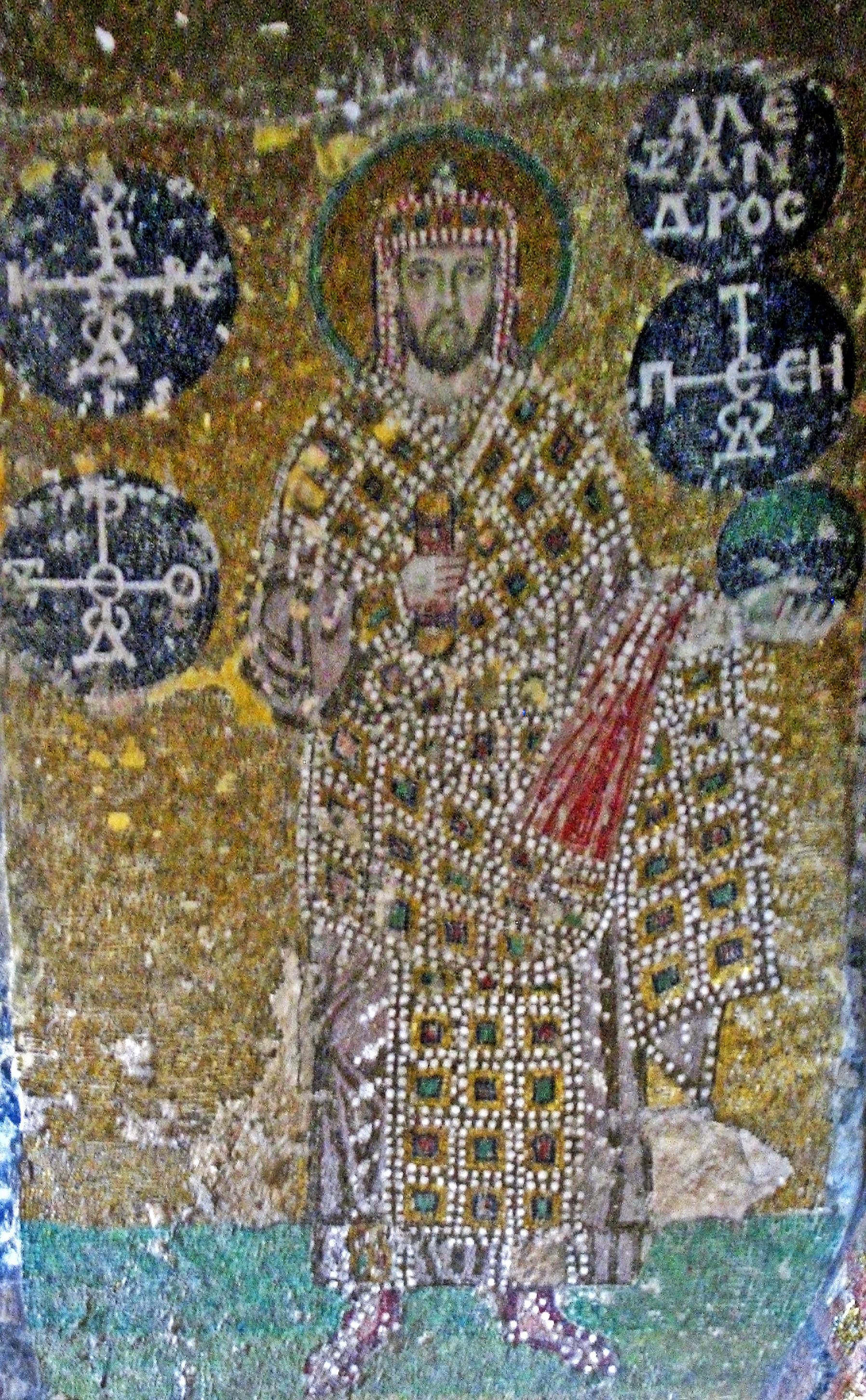
Keizer Alexander III (ca. 870 - 913)

Het jaar 912 is het 12e jaar in de 10e eeuw volgens de christelijke jaartelling.

## Gebeurtenissen

### Byzantijnse Rijk
- 11 mei - Keizer Leo VI ("de Wijze") overlijdt in Constantinopel na een regeerperiode van 26 jaar. Hij wordt opgevolgd door zijn broer Alexander III als heerser van het Byzantijnse Rijk. Alexander een dronkenlap en niet erg geïnteresseerd in staatszaken, wordt regent over Leo's 6-jarige zoon Constantijn VII.
- Alexander III beëindigt het vredesverdrag met Simeon I, heerser (knjaz) van het Bulgaarse Rijk. Hierop vallen de Bulgaren Thracië binnen en veroveren de Byzantijnse vestingstad Adrianopel (huidige Turkije).

### Brittannië
- Vrouwe Æthelflæd van Mercia, een dochter van voormalig koning Alfred de Grote, laat bij de steden Shrewsbury en Bridgnorth defensieve burhs bouwen. De fortificaties worden aangelegd om Mercia te verdedigen tegen plunderende Vikingen vanuit de Danelaw (Deens gebied in Noord-Engeland).[1]
- Eerste schriftelijke vermelding van Oxford. (volgens de Angelsaksische kroniek)

### Europa
- Hendrik de Vogelaar volgt zijn vader Otto I op als hertog van Saksen. Hij komt in conflict met koning Koenraad I die door hem niet als heerser van het Oost-Frankische Rijk wordt erkend.
- Oleg de Wijze, vorst van het Kievse Rijk, overlijdt na een regeerperiode van 33 jaar. Hij wordt opgevolgd door Igor, een zoon van Rurik.
- Rudolf II volgt zijn vader Rudolf I op als koning van Opper-Bourgondië.

### Arabische Rijk
- 15 oktober - De 21-jarige Abd al-Rahman III wordt geïnstalleerd als emir van Córdoba.

### China
- 18 juli - Keizer Taizu (Zhu Wen) wordt in de hoofdstad Kaifeng na een regeerperiode van 5 jaar door de paleiswacht vermoordt.

## Geboren
- 23 november - Otto I, keizer van het Heilige Roomse Rijk (overleden 973)
- Nikephoros II Phokas, keizer van het Byzantijnse Rijk (overleden 969)

## Overleden
- 11 mei - Leo VI (45), keizer van het Byzantijnse Rijk
- 18 juli - Taizu (59), keizer van het Chinese Keizerrijk
- 16 oktober - Abd Allah ibn Mohammed, emir van Cordoba
- 25 oktober - Rudolf I, koning van Opper-Bourgondië
- 30 november - Otto I, hertog van Saksen
- Ahmed ibn Yusuf (77), Arabisch wiskundige
- Notker de Stotteraar, Zwitsers monnik
- Oleg de Wijze, vorst van het Kievse Rijk
- Smbat de Martelaar, koning van Armenië